# Championnat d'Irlande du Nord de football 1986-1987
Navigation
Édition précédente Édition suivante
Le 85e Championnat d'Irlande du Nord de football se déroule en 1986-1987. Linfield FC remporte son trente-neuvième titre (le sixième consécutif) titre de champion d’Irlande du Nord avec quatre points d’avance sur le deuxième Coleraine FC. Ards FC, complète le podium.  
Aucun système de promotion/relégation n’est mis en place.
Avec 14 buts marqués chacun,   Ray McCoy  de Coleraine FC et Gary McCartney remportent conjointement le titre de meilleur buteur de la compétition.

## Les 14 clubs participants
| Club             | Stade                 | Capacité | Ville         |
| ---------------- | --------------------- | -------- | ------------- |
| Ards FC          | Castlereagh Park      | 8 000    | Newtownards   |
| Ballymena United | The Showgrounds       | 7 500    | Ballymena     |
| Bangor FC        | Clandeboye Park       | 4 000    | Bangor        |
| Carrick Rangers  | Taylor's Avenue       | 6 000    | Carrickfergus |
| Cliftonville FC  | Solitude              | 7 200    | Belfast       |
| Coleraine FC     | The Showgrounds       | 6 600    | Coleraine     |
| Crusaders FC     | Seaview               | 9 100    | Belfast       |
| Distillery FC    | New Grosvenor Stadium | 8 000    | Lisburn       |
| Glenavon FC      | Mourneview Park       | 7 300    | Lurgan        |
| Glentoran FC     | The Oval              | 14 100   | Belfast       |
| Larne FC         | Inver Park            | 6 000    | Drumahoe      |
| Linfield FC      | Windsor Park          | 20 500   | Belfast       |
| Newry Town       | The Showgrounds       | 6 500    | Newry         |
| Portadown FC     | Shamrock Park         | 5 800    | Portadown     |

## Compétition

### Classement
Le classement est établi sur le barème de points classique (victoire à 3 points, match nul à 1, défaite à 0).
| Rang | Équipe           | Pts | J  | G  | N  | P  | Bp | Bc | Diff |
| ---- | ---------------- | --- | -- | -- | -- | -- | -- | -- | ---- |
| 1    | Linfield FC T    | 57  | 26 | 18 | 3  | 5  | 50 | 15 | +35  |
| 2    | Coleraine FC     | 53  | 26 | 16 | 5  | 5  | 65 | 26 | +39  |
| 3    | Ards FC          | 48  | 26 | 14 | 6  | 6  | 47 | 31 | +16  |
| 4    | Larne FC         | 42  | 26 | 11 | 9  | 6  | 38 | 24 | +14  |
| 5    | Newry Town       | 42  | 26 | 12 | 6  | 8  | 42 | 40 | +2   |
| 6    | Ballymena United | 41  | 26 | 11 | 8  | 7  | 45 | 42 | +3   |
| 7    | Glentoran FC C   | 40  | 26 | 14 | 6  | 6  | 54 | 30 | +24  |
| 8    | Cliftonville FC  | 33  | 26 | 8  | 9  | 9  | 34 | 29 | +5   |
| 9    | Glenavon FC      | 32  | 26 | 8  | 8  | 10 | 32 | 27 | +5   |
| 10   | Bangor FC        | 26  | 26 | 8  | 2  | 12 | 28 | 52 | -24  |
| 11   | Crusaders FC     | 25  | 26 | 8  | 5  | 13 | 37 | 57 | -20  |
| 12   | Carrick Rangers  | 23  | 26 | 6  | 5  | 15 | 27 | 53 | -26  |
| 13   | Portadown FC     | 20  | 26 | 3  | 11 | 12 | 22 | 45 | -23  |
| 14   | Distillery FC    | 9   | 26 | 2  | 3  | 21 | 21 | 74 | -53  |

| Légende : Qualifications et relégations | Légende : Qualifications et relégations                                      |
| --------------------------------------- | ---------------------------------------------------------------------------- |
|                                         | Coupe d'Europe des Clubs champions 1987-1988                                 |
|                                         | Coupe d'Europe des vainqueurs de coupe 1987-1988                             |
|                                         | Coupe UEFA 1987-1988                                                         |
|                                         | Relégation en deuxième division                                              |
|                                         | T : Tenant du titre C : Vainqueurs de la Coupe d'Irlande du Nord de football |

## Bilan de la saison
| Tableau d'Honneur                         |              |
| Compétition                               | Vainqueur    |
| Championnat d'Irlande du Nord de football | Linfield FC  |
| Coupe d'Irlande du Nord de football       | Glentoran FC |

| Promotions et relégations |       |
| Relégués                  | Aucun |
| Promus                    | Aucun |

## Statistiques

### Meilleur buteur
- Ray McCoy, Coleraine FC, 14 buts
- Gary McCartney, Glentoran FC, 14 buts